# 시구르드

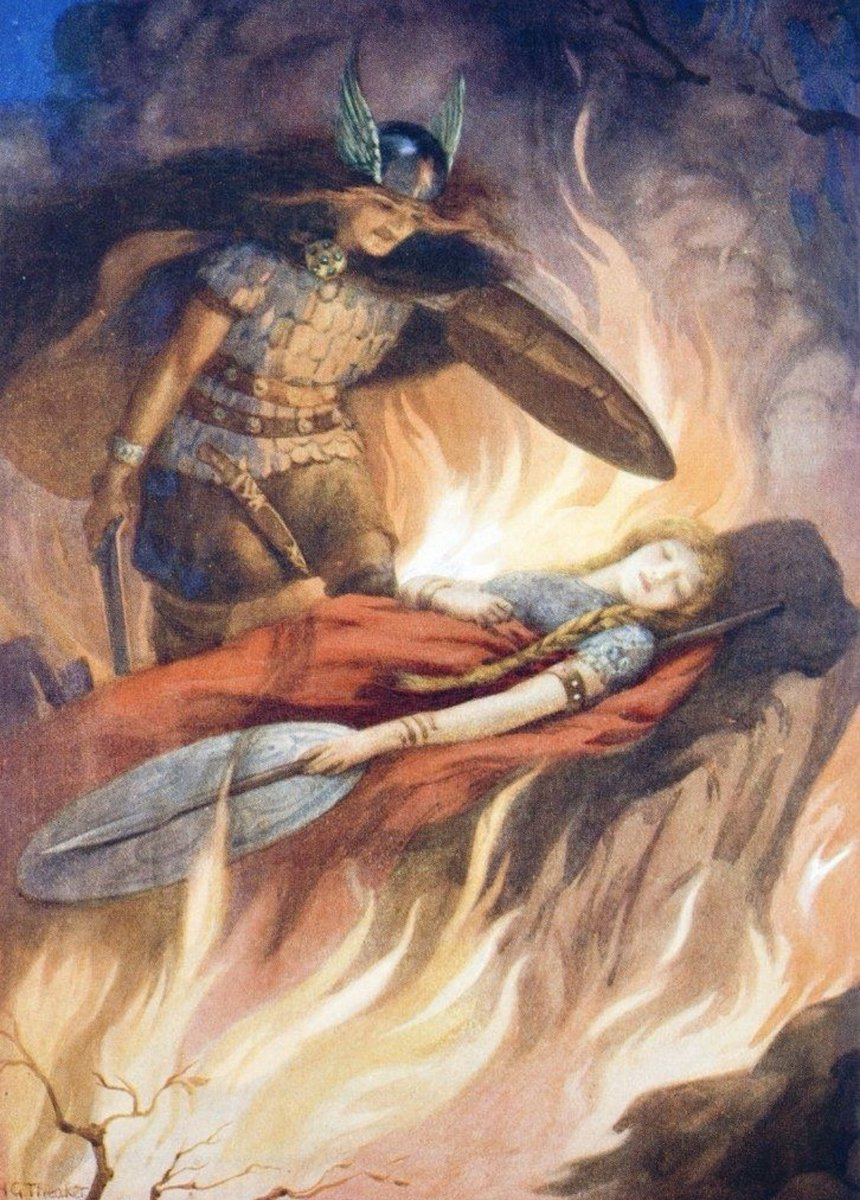
브륀힐드를 깨우는 시구르드. 1920년 그림

시구르드(고대 노르드어: Sigurðr)는 노르드 신화의 영웅으로, 《볼숭 일족의 사가》의 중심 인물이다. 시구르드 전설의 가장 오래된 기록은 스웨덴에 소재한 11세기에 만들어진 룬스톤 암각화 일곱 점이다.
대륙 게르만의 중세 서사시 《니벨룽의 노래》 및 리하르트 바그너의 오페라에는 지크프리트(독일어: Siegfried)라는 이름으로 등장한다. 중세 스칸디나비아의 발라드에서는 시바르드 스나렌스벤(Sivard Snarensven)이라는 이름으로 등장한다.
스웨덴의 람순드 룬스톤에 새겨진 시구르드 암각화에는 시구르스(Sigruþr)라는 이름이 새겨져 있으며, 또 다른 이름으로는 시바르드(Sivard)가 있다. 이 이름들은 모두 "승리"를 의미하는 어근 Sig-를 공유한다.

## 문헌상의 출전

### 볼숭 일족의 사가
《볼숭 일족의 사가》에서 시구르드는 시그문드와 효르디스 사이에 태어난 유복자 아들이다. 시그문드는 륑기(Lyngi) 왕과의 전투에서 변장한 오딘을 공격했고, 오딘은 시그문드의 검을 산산조각낸다. 죽어가면서 시그문드는 효르디스에게 아직 태어나지 않은 아들에게 검 파편을 전해주라는 유언을 남긴다.
효르디스는 알프 왕과 재혼하고, 알프는 시구르드를 레긴에게 보낸다. 레긴은 시구르드에게 시그문드가 남긴 황금을 네 것으로 해야 하지 않겠냐고 부추긴다. 시구르드는 알프 왕과 그 가족들이 황금을 관리하고 있으며 자기가 달라고 하면 언제든지 준다고 대답한다. 그러자 레긴은 왜 궁정에서 그런 낮은 위치에 만족하고 있냐고 묻는다. 시구르드는 자신은 왕에게 평등하게 대우받고 있으며 자기가 원하는 것은 모두 가질 수 있다고 대답한다. 그러자 레긴은 시구르드에게 왜 왕의 마구간지기 노릇을 하면서 정작 자기 말은 없냐고 묻는다. 이에 시구르드는 말을 얻으러 간다. 한 노인(변장한 오딘)이 시구르드에게 말을 고를 때 충고를 해주고, 시구르드는 오딘의 말 슬레이프니르의 새끼인 그라니를 얻게 된다.
마침내 레긴은 시구르드에게 파프니르의 황금 이야기를 하면서 부추긴다. 레긴의 아버지는 마법사 흐레이드마르였고, 오트르와 파프니르가 형제였다. 레긴은 대장일에 소질이 있었고, 오트르는 아버지처럼 마법에 재능이 있었다. 오트르는 수달로 변신해 폭포에서 헤엄치기를 좋아했다. 이 폭포에는 드베르그 안드바리가 살았는데, 안드바리 역시 종종 강꼬치고기로 변신해 헤엄치곤 했다.
어느날 에시르가 강둑에서 물고기를 잡은 오트르를 보았는데, 그를 진짜 수달로 오해하고 로키가 때려죽여 버렸다. 에시르는 수달가죽을 벗겨 근처의 흐레이드마르네 집으로 가서 자랑했다. 흐레이드마르, 파프니르, 레긴은 그 가죽이 오트르의 것임을 알아보고 에시르에게 오트르를 죽인 보상을 요구했다. 그들이 요구한 보상은 가죽 안을 황금으로 채우고 가죽 바깥을 보물로 덮어 달라는 것이었다. 이에 로키는 바다의 여신 란에게 그물을 빌려와서 강꼬치고기로 변신한 안드바리를 붙잡아 황금을 다 내놓으라고 협박했다. 안드바리는 순순히 황금을 내놓았으나, 반지 하나만은 내놓지 않았다. 로키가 이 반지(안드바라나우트)마저 빼앗아 가 버리자 안드바리는 반지에 죽음의 저주를 내렸다. 에시르는 빼앗아온 황금으로 수달가죽을 다 덮고 안드바리의 반지로 마지막 부분(수달 수염 부분)을 덮어서 흐레이드마르 부자에게 내주었다. 얼마 뒤 파프니르가 흐레이드마르를 죽인 뒤 레긴에게 나눠주지 않고 황금을 모두 가져가 버렸다.
시구르드는 파프니르를 죽여 흐레이드마르의 복수를 해주겠다고 레긴에게 약속한다. 이때 파프니르는 드래곤으로 변해 자신의 황금을 지키고 있었다. 레긴은 시구르드에게 검을 만들어 주었는데, 시험삼아 모루를 때렸더니 검이 박살났다. 레긴이 다시 검을 만들어주었으나 이번 것도 박살났다. 마지막으로 시구르드는 부왕 시그문드가 유품으로 남긴 파편들을 가지고 와서 검을 만들어 달라고 했다. 이렇게 해서 만든 검 그람은 모루를 단칼에 두동강내 버렸다. 파프니르를 죽이기 위해 레긴은 땅에 구덩이를 파고 안에서 기다렸다가 파프니르가 위를 지나가면 찔러 버리라고 충고한다. 시구르드는 그대로 하여 파프니르를 죽이는 데 성공한다. 이때 파프니르의 용혈이 흘러나와 구덩이를 채웠고, 용혈을 뒤집어쓴 시구르드는 상처를 입지 않는 몸이 되었다. 레긴은 시구르드에게 파프니르의 심장을 구워 오라고 한다. 시구르드는 심장을 굽다가 화상을 입어 손가락을 빨았는데, 이때 파프니르의 용혈을 먹고 새들의 말을 알아듣게 된다. 새들은 레긴 역시 반지에 의해 타락했으며 시구르드를 죽이려고 한다고 말한다. 이 소리를 들은 시구르드는 레긴의 목을 베고 파프니르의 심장을 구워먹어 지혜의 힘을 얻는다.
시구르드는 파프니르를 죽인 뒤 스캴드메르 브륀힐드를 만나게 된다. 브륀힐드의 거처는 불의 고리로 둘러싸여 있었고 브륀힐드는 그 불을 뛰어넘어 오는 강한 남자와 결혼할 것이라 했다. 오직 시구르드의 말 그라니만이 시구르드를 등에 태우고서만 불을 뛰어넘을 수 있었다. 브륀힐드와 시구르드는 결혼을 약속하지만, 브륀힐드는 시구르드가 다른 이와 결혼하게 되고 파멸할 것을 예지한다(《고 에다》에서와 달리 《볼숭 일족의 사가》에서는 브륀힐드가 발키리인지 불확실하다).
시구르드는 브륀힐드의 자매 벡크힐드(Bekkhild)와 결혼한 헤이마르(Heimar) 왕의 궁정을 방문했다가 그 뒤 부르군트의 왕 규키의 궁정을 찾아간다. 규키는 아내 그림힐드와의 사이에 아들 셋과 외동딸을 두었는데, 아들 3형제는 군나르, 호그니, 구토름이었고 딸의 이름은 구드룬이었다. 시구르드의 황금을 탐낸 그림힐드는 "망각의 술"을 만들어 시구르드에게 먹여 브륀힐드를 잊게 만들고 구드룬과 결혼시킨다. 그 뒤 군나르가 브륀힐드와 결혼하고 싶어하게 되었는데, 시구르드가 군나르로 둔갑하여 불의 고리를 뛰어넘고 브륀힐드는 군나르와 결혼하게 된다. 시구르드와 구드룬은 시그문드(시구르드의 아버지 이름을 땄다)와 스반힐드 쌍둥이를 낳는다.
얼마간의 시간이 흐른 뒤 브륀힐드와 구드룬이 서로의 남편 중 누가 잘났는지 말싸움을 벌였는데, 이때 구드룬이 그때의 군나르가 사실 시구르드였음을 폭로한다. 자신이 기만당하여 진짜 배필을 빼앗겼다는 것을 알게 된 브륀힐드는 복수를 계획한다. 먼저 브륀힐드는 방에 틀어박혀 아무도 만나지 않고 칩거한다. 군나르가 시구르드를 보내 뭐가 문제냐고 물어보라 한다. 그 뒤 브륀힐드는 군나르에게 시구르드가 자신을 욕보였다고 모함한다. 군나르와 호그니는 시구르드를 죽이려는 계획을 세우고 막내동생 구토름에게 마법을 걸어 잠든 시구르드를 공격하게 한다. 시구르드와 구토름은 싸우다가 둘다 죽는다. 같은 때 브륀힐드는 시구르드의 세살박이 아들 시그문드를 죽인다. 브륀힐드는 장작더미를 쌓아 시구르드, 시그문드, 구토름의 시신을 화장하고 자기도 거기 뛰어들어 죽는다. 이 비극이 일어나기 전에 시구르드와 브륀힐드 사이에 아슬라우그라는 딸이 태어났었는데, 이 딸은 라그나르 로드브로크와 결혼했다.

### 티드레크의 사가
《티드레크의 사가》 제152장 ~ 제168장에는 약간 다른 이야기가 실려 있다. 여기서는 레긴이 드래곤이고 시구르드를 길러준 레긴의 형제가 미미르라는 이름으로 나온다. 이 판본에서는 여행에서 돌아온 시그문드 왕이 자기 아내 시시베(Sisibe)가 노예와 붙어먹었다는 참소를 듣게 된다. 사실 이 참소는 시시베를 유혹했다가 거절당한 두 귀족이 거짓말을 한 것이었으나 시그문드는 그것을 사실로 믿고 두 귀족에게 시시베를 숲으로 데려가 죽이라고 명령한다. 그런데 둘 중 하나가 시시베에게 동정을 느꼈고 두 귀족은 서로 싸움을 벌인다. 둘이 싸우는 동안 시시베는 시그문드의 아들을 낳고 아이를 수정 바구니에 담아 강에 띄어보내고 죽는다. 한 암사슴이 바구니를 발견하고 아기에게 젖을 먹이는데, 그 뒤에 숲속의 대장장이 미미르가 그를 발견하고 시구르드라고 이름붙이고 데려다 키운다. 아이가 다 커서 제멋대로 행동하자 미미르는 자기 형제인 드래곤 레긴에게 시구르드를 죽여달라고 한다. 그러나 시구르드는 오히려 드래곤을 죽이고 자기 양아버지까지 죽인다.
제225장 ~ 제230장에서 시구르드는 브륀힐드와 결혼하기로 약속했음에도 불구하고 군나르의 여동생 그림힐드와 결혼한다. 그 뒤 군나르가 브륀힐드와 결혼하지만 브륀힐드는 시구르드만을 사랑했기에 군나르와 동침하기를 거부한다. 처남의 부탁으로 시구르드는 브륀힐드와 동침하고, 처녀성을 잃은 브륀힐드는 힘을 잃게 되어 그 뒤로 군나르에게 저항하지 못하게 된다.

### 니벨룽의 노래
중세 고지독일어로 쓰인 《니벨룽의 노래》의 지크프리트는 크산텐의 왕자이다. 그는 드래곤을 죽이고 형제들을 이겨 토지와 재산을 쟁취했다. 용혈에서 목욕을 한 지크프리트는 상처를 입지 않는 몸이 되었지만, 그 순간 등에 나뭇잎 하나가 붙어 있었기에 그 부분만 보통 살로 남아 있었다. 그는 부르군트족의 군터 왕의 여동생 크림힐트와 결혼하는 대신 군터가 아이슬란드의 여왕 브륀힐트에게 구애하는 것을 돕게 된다. 지크프리트는 투명 망토를 사용해 몸을 숨기고 군터가 강력한 브륀힐트가 던지는 투창, 돌덩어리를 피할 수 있게 돕는다. 크림힐트와 결혼한 뒤 지크프리트는 다시 투명망토를 사용해 군터와 동침하기를 거부하는 브륀힐트를 제압하여 브륀힐트가 군터에게 복종하게 만든다. 이때 그는 브륀힐트의 반지와 허리띠를 가져가고 그것을 크림힐트에게 준다. 몇 년 뒤, 크림힐트와 브륀힐트는 《볼숭 일족의 사가》에서처럼 말싸움을 벌이는데, 크림힐트가 브륀힐트에게 반지와 허리띠를 보여주며 브륀힐트를 지크프리트의 첩이라고 모욕한다. 군터의 가신 하겐이 지크프리트를 죽일 계획을 세우고 군터와 그 형제들은 그 계획을 실행한다. 하겐은 크림힐트에게 지크프리트의 등의 약점에 십자로 표시를 해 달라고 한 뒤, 지크프리트가 사냥을 하다가 시냇가에서 물을 마시는 와중에 뒤에서 창을 던져 살해한다. 하겐은 크림힐트가 군대를 모아 복수하지 못하도록 지크프리트의 황금을 라인강에 수장시킨다. 《니벨룽의 노래》의 나머지 절반은 크림힐트의 복수를 다루고 있다.

## 고고학적 유물

스웨덴의 람순드 암각화

람순드 암각화에는 다음과 같은 그림이 새겨져 있다.
1. 시구르드가 불 앞에 앉아서 파프니르를 죽이고 얻은 용심장을 굽고 있다. 심장이 다 구워졌는지 확인하려고 만졌다가 화상을 입고 손가락을 입안에 집어넣는데, 이 때문에 용혈을 먹게 된 시구르드는 새들의 노랫소리를 알아듣게 된다.
2. 새들은 레긴이 약속을 지키지 않을 것이며 시구르드를 죽일 것이라고 말한다. 이 소리를 들은 시구르드는 레긴의 목을 벤다.
3. 목이 잘린 레긴이 쓰러져 있다. 시구르드의 검 그람을 단조했던 그의 대장일 연장들이 주위로 흩어져 있다.
4. 그라니가 파프니르의 보물들을 싣고 있다.
5. 는 시구르드가 파프니르를 죽인 과거 사건을 나타낸 것이다.
6. 는 사가의 시작 부분에 등장하는 오트르이다.

## 가계도
|  |                          |  |  |  |  |  |  |  |  |  |  |  |  |  |  |  |
|  | 16. 후날란드 건국자 시기 |  |  |  |  |  |  |  |  |  |  |  |  |  |  |  |
|  |                          |  |  |  |  |  |  |  |  |  |  |  |  |  |  |  |
|  |                          |  |  |  |  |  |  |  |  |  |  |  |  |  |  |  |
|  | 8. 후날란드 왕 레리르    |  |  |  |  |  |  |  |  |  |  |  |  |  |  |  |
|  |                          |  |  |  |  |  |  |  |  |  |  |  |  |  |  |  |
|  |                          |  |  |  |  |  |  |  |  |  |  |  |  |  |  |  |
|  | 4. 후날란드 왕 볼숭      |  |  |  |  |  |  |  |  |  |  |  |  |  |  |  |
|  |                          |  |  |  |  |  |  |  |  |  |  |  |  |  |  |  |
|  |                          |  |  |  |  |  |  |  |  |  |  |  |  |  |  |  |
|  | 2. 후날란드 왕 시그문드  |  |  |  |  |  |  |  |  |  |  |  |  |  |  |  |
|  |                          |  |  |  |  |  |  |  |  |  |  |  |  |  |  |  |
|  |                          |  |  |  |  |  |  |  |  |  |  |  |  |  |  |  |
|  | 5. 여자 거인 흘료드      |  |  |  |  |  |  |  |  |  |  |  |  |  |  |  |
|  |                          |  |  |  |  |  |  |  |  |  |  |  |  |  |  |  |
|  |                          |  |  |  |  |  |  |  |  |  |  |  |  |  |  |  |
|  | 1. 용살자 시구르드       |  |  |  |  |  |  |  |  |  |  |  |  |  |  |  |
|  |                          |  |  |  |  |  |  |  |  |  |  |  |  |  |  |  |
|  |                          |  |  |  |  |  |  |  |  |  |  |  |  |  |  |  |
|  | 6. 에윌리미              |  |  |  |  |  |  |  |  |  |  |  |  |  |  |  |
|  |                          |  |  |  |  |  |  |  |  |  |  |  |  |  |  |  |
|  |                          |  |  |  |  |  |  |  |  |  |  |  |  |  |  |  |
|  | 3. 효르디스              |  |  |  |  |  |  |  |  |  |  |  |  |  |  |  |
|  |                          |  |  |  |  |  |  |  |  |  |  |  |  |  |  |  |
|  |                          |  |  |  |  |  |  |  |  |  |  |  |  |  |  |  |

범례:   볼숭 일족 /   니플룽 일족
|          |          |          |          |          |          |  |  |          |          |          |          |          |          |  |  |            |            |            |            |            |            |  |  |            |            |            |            |            |            |  |  | 시게이르 (♂) |              |                |                |                |                |                |                |  |  |              |              |              |              |              |              |              |              |                |                |                          |                          |                          |                          |                          |                          |              |  |  |  |
| 오딘 (♂) | 오딘 (♂) | 오딘 (♂) | 오딘 (♂) | 오딘 (♂) | 오딘 (♂) |  |  | 시기 (♂) | 시기 (♂) | 시기 (♂) | 시기 (♂) | 시기 (♂) | 시기 (♂) |  |  | 레리르 (♂) | 레리르 (♂) | 레리르 (♂) | 레리르 (♂) | 레리르 (♂) | 레리르 (♂) |  |  |            |            |            |            |            |            |  |  |              |              |                |                |                |                |                |                |  |  |              |              |              |              |              |              |              |              |                |                |                          |                          |                          |                          |                          |                          |              |  |  |  |
| 오딘 (♂) | 오딘 (♂) | 오딘 (♂) | 오딘 (♂) | 오딘 (♂) | 오딘 (♂) |  |  | 시기 (♂) | 시기 (♂) | 시기 (♂) | 시기 (♂) | 시기 (♂) | 시기 (♂) |  |  | 레리르 (♂) | 레리르 (♂) | 레리르 (♂) | 레리르 (♂) | 레리르 (♂) | 레리르 (♂) |  |  |            |            |            |            |            |            |  |  |              |              |                |                |                |                |                |                |  |  |              |              |              |              |              |              |              |              |                |                |                          |                          |                          |                          |                          |                          |              |  |  |  |
|          |          |          |          |          |          |  |  |          |          |          |          |          |          |  |  |            |            |            |            |            |            |  |  | 볼숭 (♂)   | 볼숭 (♂)   | 볼숭 (♂)   | 볼숭 (♂)   | 볼숭 (♂)   | 볼숭 (♂)   |  |  | 시그뉘 (♀)   | 시그뉘 (♀)   | 시그뉘 (♀)     | 시그뉘 (♀)     | 시그뉘 (♀)     | 시그뉘 (♀)     |                |                |  |  |              |              |              |              |              |              |              |              |                |                |                          |                          |                          |                          |                          |                          |              |  |  |  |
|          |          |          |          |          |          |  |  |          |          |          |          |          |          |  |  |            |            |            |            |            |            |  |  | 볼숭 (♂)   | 볼숭 (♂)   | 볼숭 (♂)   | 볼숭 (♂)   | 볼숭 (♂)   | 볼숭 (♂)   |  |  | 시그뉘 (♀)   | 시그뉘 (♀)   | 시그뉘 (♀)     | 시그뉘 (♀)     | 시그뉘 (♀)     | 시그뉘 (♀)     |                |                |  |  |              |              |              |              |              |              |              |              |                |                |                          |                          |                          |                          |                          |                          |              |  |  |  |
|          |          |          |          |          |          |  |  |          |          |          |          |          |          |  |  | (♀)        | (♀)        | (♀)        | (♀)        | (♀)        | (♀)        |  |  |            |            |            |            |            |            |  |  |              |              |                |                |                |                |                |                |  |  | 신표틀리 (♂) | 신표틀리 (♂) | 신표틀리 (♂) | 신표틀리 (♂) | 신표틀리 (♂) | 신표틀리 (♂) |              |              |                |                |                          |                          |                          |                          |                          |                          |              |  |  |  |
|          |          |          |          |          |          |  |  |          |          |          |          |          |          |  |  | (♀)        | (♀)        | (♀)        | (♀)        | (♀)        | (♀)        |  |  |            |            |            |            |            |            |  |  |              |              |                |                |                |                |                |                |  |  | 신표틀리 (♂) | 신표틀리 (♂) | 신표틀리 (♂) | 신표틀리 (♂) | 신표틀리 (♂) | 신표틀리 (♂) |              |              |                |                |                          |                          |                          |                          |                          |                          |              |  |  |  |
|          |          |          |          |          |          |  |  |          |          |          |          |          |          |  |  |            |            |            |            |            |            |  |  | 흘료드 (♀) | 흘료드 (♀) | 흘료드 (♀) | 흘료드 (♀) | 흘료드 (♀) | 흘료드 (♀) |  |  | 시그문드 (♂) | 시그문드 (♂) | 시그문드 (♂)   | 시그문드 (♂)   | 시그문드 (♂)   | 시그문드 (♂)   |                |                |  |  |              |              |              |              |              |              |              |              |                |                |                          |                          |                          |                          |                          |                          |              |  |  |  |
|          |          |          |          |          |          |  |  |          |          |          |          |          |          |  |  |            |            |            |            |            |            |  |  | 흘료드 (♀) | 흘료드 (♀) | 흘료드 (♀) | 흘료드 (♀) | 흘료드 (♀) | 흘료드 (♀) |  |  | 시그문드 (♂) | 시그문드 (♂) | 시그문드 (♂)   | 시그문드 (♂)   | 시그문드 (♂)   | 시그문드 (♂)   |                |                |  |  |              |              |              |              |              |              |              |              |                |                |                          |                          |                          |                          |                          |                          |              |  |  |  |
|          |          |          |          |          |          |  |  |          |          |          |          |          |          |  |  |            |            |            |            |            |            |  |  |            |            |            |            |            |            |  |  |              |              |                |                |                |                |                |                |  |  | 헬기 (♂)     |              |              |              |              |              |              |              |                |                |                          |                          |                          |                          |                          |                          |              |  |  |  |
|          |          |          |          |          |          |  |  |          |          |          |          |          |          |  |  |            |            |            |            |            |            |  |  |            |            |            |            |            |            |  |  |              |              |                |                |                |                |                |                |  |  |              |              |              |              |              |              |              |              |                |                |                          |                          |                          |                          |                          |                          |              |  |  |  |
|          |          |          |          |          |          |  |  |          |          |          |          |          |          |  |  |            |            |            |            |            |            |  |  |            |            |            |            |            |            |  |  |              |              |                |                |                |                |                |                |  |  |              |              |              |              |              |              |              |              |                |                |                          |                          |                          |                          |                          |                          |              |  |  |  |
|          |          |          |          |          |          |  |  |          |          |          |          |          |          |  |  |            |            |            |            |            |            |  |  |            |            |            |            |            |            |  |  |              |              | 보르그힐드 (♀) | 보르그힐드 (♀) | 보르그힐드 (♀) | 보르그힐드 (♀) | 보르그힐드 (♀) | 보르그힐드 (♀) |  |  | 시그룬 (♀)   | 시그룬 (♀)   | 시그룬 (♀)   | 시그룬 (♀)   | 시그룬 (♀)   | 시그룬 (♀)   |              |              |                |                |                          |                          |                          |                          |                          |                          |              |  |  |  |
|          |          |          |          |          |          |  |  |          |          |          |          |          |          |  |  |            |            |            |            |            |            |  |  |            |            |            |            |            |            |  |  |              |              | 보르그힐드 (♀) | 보르그힐드 (♀) | 보르그힐드 (♀) | 보르그힐드 (♀) | 보르그힐드 (♀) | 보르그힐드 (♀) |  |  | 시그룬 (♀)   | 시그룬 (♀)   | 시그룬 (♀)   | 시그룬 (♀)   | 시그룬 (♀)   | 시그룬 (♀)   |              |              |                |                | 라그나르 (♂)             |                          |                          |                          |                          |                          |              |  |  |  |
|          |          |          |          |          |          |  |  |          |          |          |          |          |          |  |  |            |            |            |            |            |            |  |  |            |            |            |            |            |            |  |  |              |              |                |                |                |                |                |                |  |  |              |              | 브륀힐드 (♀) |              |              |              |              |              |                |                |                          |                          |                          |                          |                          |                          |              |  |  |  |
|          |          |          |          |          |          |  |  |          |          |          |          |          |          |  |  |            |            |            |            |            |            |  |  |            |            |            |            |            |            |  |  |              |              |                |                |                |                |                |                |  |  |              |              |              |              |              |              |              |              |                |                |                          |                          |                          |                          |                          |                          |              |  |  |  |
|          |          |          |          |          |          |  |  |          |          |          |          |          |          |  |  |            |            |            |            |            |            |  |  |            |            |            |            |            |            |  |  |              |              |                |                |                |                |                |                |  |  |              |              |              |              |              |              |              |              |                |                | 아슬라우그 (♀)           |                          |                          |                          |                          |                          |              |  |  |  |
|          |          |          |          |          |          |  |  |          |          |          |          |          |          |  |  |            |            |            |            |            |            |  |  |            |            |            |            |            |            |  |  |              |              |                |                |                |                |                |                |  |  |              |              |              |              |              |              |              |              |                |                |                          |                          |                          |                          |                          |                          |              |  |  |  |
|          |          |          |          |          |          |  |  |          |          |          |          |          |          |  |  |            |            |            |            |            |            |  |  |            |            |            |            |            |            |  |  |              |              |                |                |                |                |                |                |  |  |              |              |              |              |              |              |              |              |                |                |                          |                          |                          |                          |                          |                          |              |  |  |  |
|          |          |          |          |          |          |  |  |          |          |          |          |          |          |  |  |            |            |            |            |            |            |  |  |            |            |            |            |            |            |  |  |              |              |                |                |                |                |                |                |  |  |              |              | 시구르드 (♂) | 시구르드 (♂) | 시구르드 (♂) | 시구르드 (♂) | 시구르드 (♂) | 시구르드 (♂) |                |                | 시그문드 (♂)             | 시그문드 (♂)             | 시그문드 (♂)             | 시그문드 (♂)             | 시그문드 (♂)             | 시그문드 (♂)             |              |  |  |  |
|          |          |          |          |          |          |  |  |          |          |          |          |          |          |  |  |            |            |            |            |            |            |  |  |            |            |            |            |            |            |  |  |              |              |                |                |                |                |                |                |  |  |              |              | 시구르드 (♂) | 시구르드 (♂) | 시구르드 (♂) | 시구르드 (♂) | 시구르드 (♂) | 시구르드 (♂) |                |                | 시그문드 (♂)             | 시그문드 (♂)             | 시그문드 (♂)             | 시그문드 (♂)             | 시그문드 (♂)             | 시그문드 (♂)             |              |  |  |  |
|          |          |          |          |          |          |  |  |          |          |          |          |          |          |  |  |            |            |            |            |            |            |  |  |            |            |            |            |            |            |  |  | 효르디스 (♀) |              |                |                |                |                |                |                |  |  |              |              |              |              |              |              |              |              |                |                |                          |                          |                          |                          |                          |                          |              |  |  |  |
|          |          |          |          |          |          |  |  |          |          |          |          |          |          |  |  |            |            |            |            |            |            |  |  |            |            |            |            |            |            |  |  |              |              |                |                |                |                |                |                |  |  |              |              |              |              |              |              |              |              |                |                |                          |                          |                          |                          |                          |                          |              |  |  |  |
|          |          |          |          |          |          |  |  |          |          |          |          |          |          |  |  |            |            |            |            |            |            |  |  |            |            |            |            |            |            |  |  |              |              |                |                |                |                |                |                |  |  |              |              | 구드룬 (♀)   | 구드룬 (♀)   | 구드룬 (♀)   | 구드룬 (♀)   | 구드룬 (♀)   | 구드룬 (♀)   |                |                | 스반힐드 (♀)             | 스반힐드 (♀)             | 스반힐드 (♀)             | 스반힐드 (♀)             | 스반힐드 (♀)             | 스반힐드 (♀)             |              |  |  |  |
|          |          |          |          |          |          |  |  |          |          |          |          |          |          |  |  |            |            |            |            |            |            |  |  |            |            |            |            |            |            |  |  |              |              |                |                |                |                |                |                |  |  |              |              | 구드룬 (♀)   | 구드룬 (♀)   | 구드룬 (♀)   | 구드룬 (♀)   | 구드룬 (♀)   | 구드룬 (♀)   |                |                | 스반힐드 (♀)             | 스반힐드 (♀)             | 스반힐드 (♀)             | 스반힐드 (♀)             | 스반힐드 (♀)             | 스반힐드 (♀)             |              |  |  |  |
|          |          |          |          |          |          |  |  |          |          |          |          |          |          |  |  |            |            |            |            |            |            |  |  |            |            |            |            |            |            |  |  |              |              |                |                |                |                |                |                |  |  |              |              |              |              |              |              |              |              |                |                |                          |                          |                          |                          |                          |                          |              |  |  |  |
|          |          |          |          |          |          |  |  |          |          |          |          |          |          |  |  |            |            |            |            |            |            |  |  |            |            |            |            |            |            |  |  |              |              |                |                |                |                |                |                |  |  | 아틀리 (♂)   | 아틀리 (♂)   | 아틀리 (♂)   | 아틀리 (♂)   | 아틀리 (♂)   | 아틀리 (♂)   |              |              | 요르문렉크 (♂) | 요르문렉크 (♂) | 요르문렉크 (♂)           | 요르문렉크 (♂)           | 요르문렉크 (♂)           | 요르문렉크 (♂)           |                          |                          |              |  |  |  |
|          |          |          |          |          |          |  |  |          |          |          |          |          |          |  |  |            |            |            |            |            |            |  |  |            |            |            |            |            |            |  |  |              |              |                |                |                |                |                |                |  |  | 아틀리 (♂)   | 아틀리 (♂)   | 아틀리 (♂)   | 아틀리 (♂)   | 아틀리 (♂)   | 아틀리 (♂)   |              |              | 요르문렉크 (♂) | 요르문렉크 (♂) | 요르문렉크 (♂)           | 요르문렉크 (♂)           | 요르문렉크 (♂)           | 요르문렉크 (♂)           |                          |                          | 란드베르 (♂) |  |  |  |
|          |          |          |          |          |          |  |  |          |          |          |          |          |          |  |  |            |            |            |            |            |            |  |  |            |            |            |            |            |            |  |  |              |              |                |                |                |                |                |                |  |  |              |              |              |              |              |              |              |              |                |                |                          |                          |                          |                          |                          |                          |              |  |  |  |
|          |          |          |          |          |          |  |  |          |          |          |          |          |          |  |  |            |            |            |            |            |            |  |  |            |            |            |            |            |            |  |  |              |              |                |                |                |                |                |                |  |  | 군나르 (♂)   | 군나르 (♂)   | 군나르 (♂)   | 군나르 (♂)   | 군나르 (♂)   | 군나르 (♂)   |              |              | (♀)            | (♀)            | (♀)                      | (♀)                      | (♀)                      | (♀)                      |                          |                          |              |  |  |  |
|          |          |          |          |          |          |  |  |          |          |          |          |          |          |  |  |            |            |            |            |            |            |  |  |            |            |            |            |            |            |  |  |              |              |                |                |                |                |                |                |  |  | 군나르 (♂)   | 군나르 (♂)   | 군나르 (♂)   | 군나르 (♂)   | 군나르 (♂)   | 군나르 (♂)   |              |              | (♀)            | (♀)            | (♀)                      | (♀)                      | (♀)                      | (♀)                      |                          |                          |              |  |  |  |
|          |          |          |          |          |          |  |  |          |          |          |          |          |          |  |  |            |            |            |            |            |            |  |  |            |            |            |            |            |            |  |  | 규키 (♂)     |              |                |                |                |                |                |                |  |  |              |              |              |              |              |              |              |              |                |                |                          |                          |                          |                          |                          |                          |              |  |  |  |
|          |          |          |          |          |          |  |  |          |          |          |          |          |          |  |  |            |            |            |            |            |            |  |  |            |            |            |            |            |            |  |  |              |              |                |                |                |                |                |                |  |  | 호그니 (♂)   | 호그니 (♂)   | 호그니 (♂)   | 호그니 (♂)   | 호그니 (♂)   | 호그니 (♂)   |              |              |                |                | 함디르, 솔리, 에르프 (♂) | 함디르, 솔리, 에르프 (♂) | 함디르, 솔리, 에르프 (♂) | 함디르, 솔리, 에르프 (♂) | 함디르, 솔리, 에르프 (♂) | 함디르, 솔리, 에르프 (♂) |              |  |  |  |
|          |          |          |          |          |          |  |  |          |          |          |          |          |          |  |  |            |            |            |            |            |            |  |  |            |            |            |            |            |            |  |  |              |              |                |                |                |                |                |                |  |  | 호그니 (♂)   | 호그니 (♂)   | 호그니 (♂)   | 호그니 (♂)   | 호그니 (♂)   | 호그니 (♂)   |              |              |                |                | 함디르, 솔리, 에르프 (♂) | 함디르, 솔리, 에르프 (♂) | 함디르, 솔리, 에르프 (♂) | 함디르, 솔리, 에르프 (♂) | 함디르, 솔리, 에르프 (♂) | 함디르, 솔리, 에르프 (♂) |              |  |  |  |
|          |          |          |          |          |          |  |  |          |          |          |          |          |          |  |  |            |            |            |            |            |            |  |  |            |            |            |            |            |            |  |  | 그림힐드 (♀) |              |                |                |                |                |                |                |  |  |              |              |              |              |              |              |              |              |                |                |                          |                          |                          |                          |                          |                          |              |  |  |  |
|          |          |          |          |          |          |  |  |          |          |          |          |          |          |  |  |            |            |            |            |            |            |  |  |            |            |            |            |            |            |  |  |              |              |                |                |                |                |                |                |  |  | 구토름 (♂)   |              |              |              |              |              |              |              |                |                |                          |                          |                          |                          |                          |                          |              |  |  |  |
|          |          |          |          |          |          |  |  |          |          |          |          |          |          |  |  |            |            |            |            |            |            |  |  |            |            |            |            |            |            |  |  |              |              |                |                |                |                |                |                |  |  |              |              |              |              |              |              |              |              |                |                |                          |                          |                          |                          |                          |                          |              |  |  |  |
|          |          |          |          |          |          |  |  |          |          |          |          |          |          |  |  |            |            |            |            |            |            |  |  |            |            |            |            |            |            |  |  | (♂)          |              |                |                |                |                |                |                |  |  |              |              |              |              |              |              |              |              |                |                |                          |                          |                          |                          |                          |                          |              |  |  |  |
|          |          |          |          |          |          |  |  |          |          |          |          |          |          |  |  |            |            |            |            |            |            |  |  |            |            |            |            |            |            |  |  |              |              |                |                |                |                |                |                |  |  |              |              | 요나크 (♂)   |              |              |              |              |              |                |                |                          |                          |                          |                          |                          |                          |              |  |  |  |

## 같이 보기
- 시기베르투스 1세
- 지크프리트선
- 지크프리트 (오페라)
- 아르미니우스
- 아킬레우스
- 두료다나